# Amadeo Rodríguez Vergara
Amadeo Rodríguez Vergara (1881-1959) fue un político y militar colombiano, miembro del Partido Conservador Colombiano. 

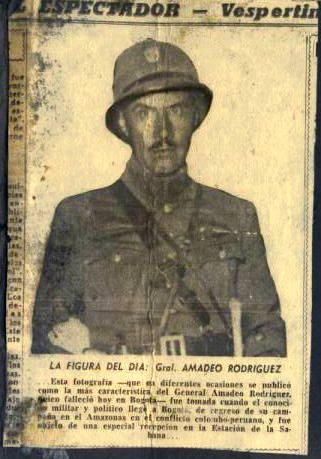
General Rodríguez Vergara

## Biografía
Nació el 24 de noviembre de 1879 en La Calera hijo del General Martiniano Rodríguez y de Gerarda Vergara.
Participo desde joven en la Guerra de los mil días cuando su padre era comandante de la tercera división de infantería, donde se salvo de ser fusilado en una ocasión por parte del ejército liberal.
Fue jefe de la frontera amazónica y luego jefe civil y militar de la misma en 1932 durante la Guerra colombo-peruana, Representante a la Cámara por Bogotá desde 1940 hasta la clausura del congreso en 1949, fue designado por el gobierno de Gustavo Rojas Pinilla cónsul general de Colombia en Barcelona entre 1955 y 1957.
Es considerado por el Ejército Nacional de Colombia como uno de los mejores militares de su historia, por su destacada participación en la guerra colombo-peruana, “donde logro mantener la disciplina, unidad, entusiasmo y un estado físico óptimo entre las tropas, e hizo de la población indígena uno de sus mayores aliados y de los soldados”. 

## Familia
Padre del también político y militar Carlos Rodríguez Tellez quien fue Representante a la Cámara por el Valle del Cauca para el periodo 1962-1966, y abuelo de Ricardo Vélez Rodríguez quien fue Ministro de educación de Jair Bolsonaro.
Fue familiar de los Presidentes Mariano Ospina Rodríguez y Mariano Ospina Pérez.

## Obras
Caminos de guerra y conspiración y su epilogo

## Homenajes
La Biblioteca Municipal de La Calera (Cundinamarca) lleva su nombre en homenaje a su memoria.